# أ. ويليام سويني
أ. ويليام سويني (بالإنجليزية: A. William Sweeney)‏ هو قاضي ومحامي أمريكي، ولد في 11 ديسمبر 1920 في كانفيلد في الولايات المتحدة، وتوفي في 28 ديسمبر 2003 في سينسيناتي في الولايات المتحدة.